# Saint-Plaisir
Saint-Plaisir è un comune francese di 414 abitanti situato nel dipartimento dell'Allier della regione dell'Alvernia-Rodano-Alpi.

## Società

### Evoluzione demografica
Abitanti censiti